# Raveniola ambardzumyani
Espèce
Raveniola ambardzumyani est une espèce d'araignées mygalomorphes de la famille des Nemesiidae.

## Distribution
Cette espèce est endémique d'Arménie.

## Description
La femelle holotype mesure 17,8 mm.

## Étymologie
Cette espèce est nommée en l'honneur de Vartan Zh. Ambardzumyan.

## Publication originale
- Marusik & Zonstein, 2021 : « Description of Raveniola ambardzumyani n. sp. from Armenia (Araneae: Nemesiidae). » Israel Journal of Entomology, vol. 51, p. 93-101.